# Spektrumsfaltung
Der Begriff Folded Spectrum Method (FSM) bzw. Spektrumsfaltung bezeichnet ein mathematisches iteratives Optimierungsverfahren für Eigenwertprobleme.
Mit ihm ist es möglich, den Eigenvektor {\displaystyle \Psi } eines großen Eigenwertproblems zur Matrix {\displaystyle H} zu bestimmen, der am nächsten an einem beliebigen Ziel-Eigenwert {\displaystyle \varepsilon } (aus der Mitte des Spektrums) liegt, ohne die gesamte Matrix lösen zu müssen.

## Formel
{\displaystyle \Psi _{i+1}=\Psi _{i}-\alpha (H-\varepsilon \mathbf {1} )^{2}\Psi _{i}} , mit {\displaystyle 0<\alpha ^{\,}<1} und {\displaystyle \mathbf {1} } der Einheitsmatrix.

## Bewertung
Im Gegensatz zum Bergsteigeralgorithmus (englisch hill climbing, auch downhill) oder dem CG-Verfahren wird der Gradient {\displaystyle G} hier (FSM) durch zweimaliges Anwenden der Matrix {\displaystyle H} ermittelt: {\displaystyle G\sim H\rightarrow G\sim H^{2}}
Dieses Verfahren eignet sich besonders für große dünnbesetzte Matrizen.